# Paul Lasner
Paul Lasner (* vor 1950) ist ein deutscher Synchron- und Hörspielsprecher.

## Leben und Wirken
Nach einer kleinen Rolle in Rob Houwers Paragraph 218 – Wir haben abgetrieben, Herr Staatsanwalt verschrieb er sich dem Einsprechen von Hörspielen für Kinder und Jugendliche und betätigte sich in der Synchronisation. Hierbei arbeitete er für Donald Pleasence in Oh, Gott und für John Hillerman in der  Screwball-Comedy in Is’ was, Doc?, wo er den Hotelmanager Mr Kaltenborn sprach. In der Muppet-Show war er als Sergeant Floyd Pepper zu hören.
Lasner spricht in den Hörfassungen von Otfried Preußlers Die kleine Hexe, Das kleine Gespenst und Der Räuber Hotzenplotz (dort als die zweite Stimme vom Kasperl). Weitere Rollen hat er in Urmel, Die Warwuschels und im Bunten Märchenkarussell.

## Werk
Filme
- 1964: Interpol (Filmreihe): Tod um die Ecke
- 1966: Der Käfig (1966); deutscher Film, Regie Heinz Schirk
- 1971: Paragraph 218 – Wir haben abgetrieben, Herr Staatsanwalt

Hörspiel
- Die kleine Hexe (dreiteilige Hörspielserie, 1971+1984)
- Das kleine Gespenst
- Der Räuber Hotzenplotz (Folge 5 und 6, 1974)
- Lari Fari Mogelzahn … Geschichten von Janosch
- Monchhichi – Ein traumhaft tolles Hochzeitsfest (Hörspiel, 1981)
- Monchhichi – Wochenendferien (Hörspiel, 1981)
- Die Wawuschels mit den grünen Haaren (Hörspielserie, 1973)

Synchron
- Colin Blakely: Inspektor Clouseau, der „beste“ Mann bei Interpol (1976)
- Joe Brooks: 700 Meilen westwärts (1975)
- John Hillerman: Is’ was, Doc? (1972)
- Robert Lang: Der Große Eisenbahnraub (1979)
- George Manos: Hair (1979)
- Donald Pleasence: Oh, Gott (1977)
- Bill Smillie: Piranhas (1978)